# Bay to Breakers

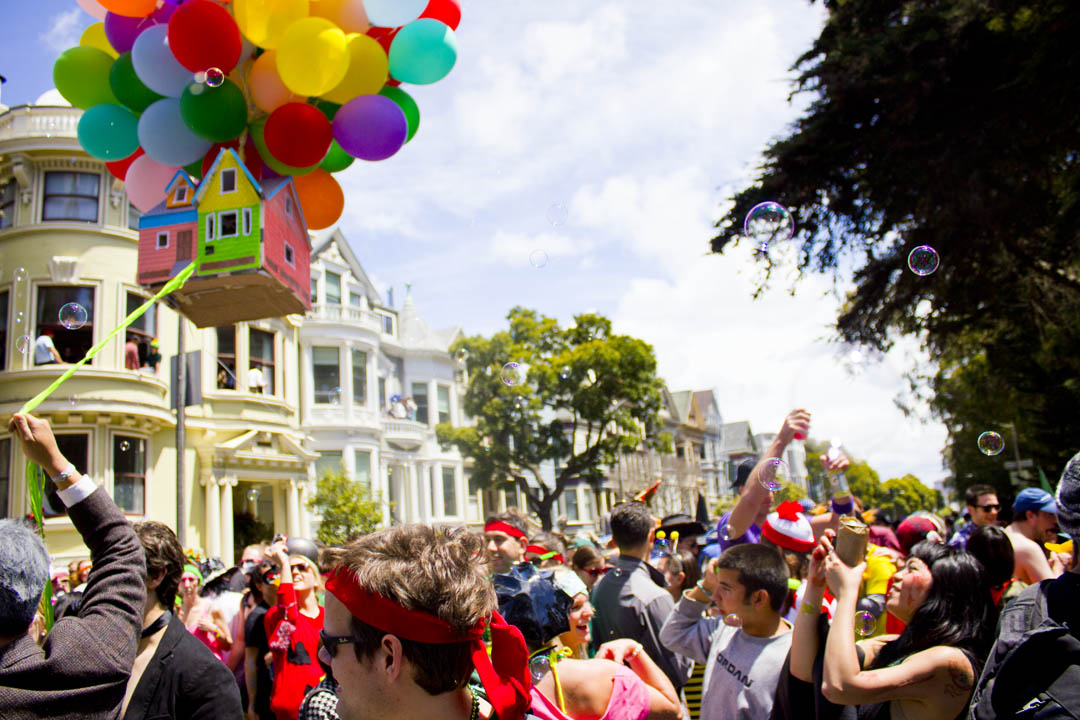
Bay to Breakers, 2011

Bay to Breakers ist ein Volks- und Straßenlauf über 12 km in San Francisco. Er wird jährlich seit 1912 veranstaltet. Der Lauf führt von der Bucht von San Francisco (engl. bay) durch die Stadt bis an den Pazifischen Ozean, wo die Wellenbrecher (engl. breakers) auf den Ocean Beach prallen.

## Geschichte

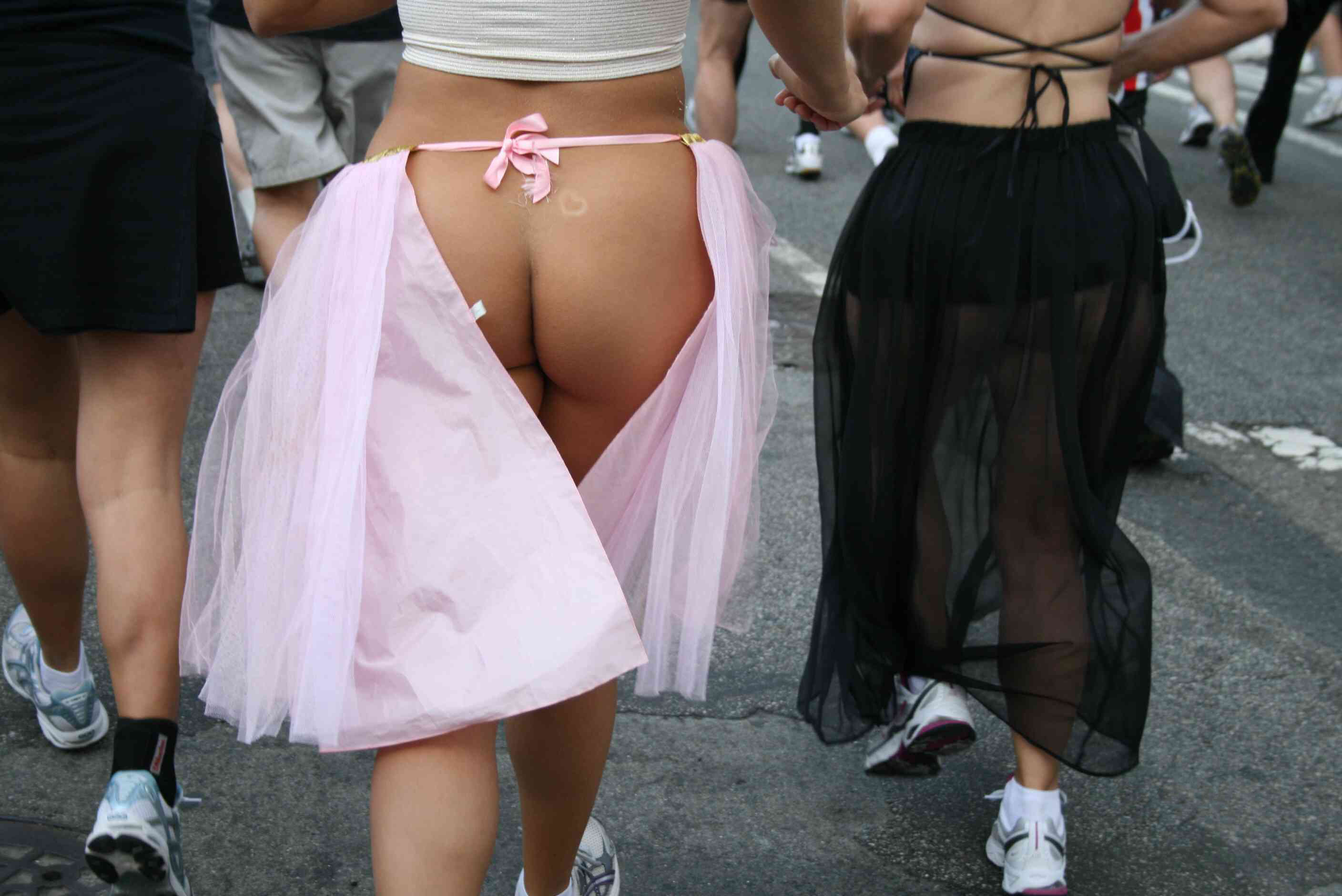
Viele Läufer sind spärlich bekleidet.

Um die Moral der Stadt nach dem verheerenden San-Francisco-Erdbeben von 1906 zu heben, wurde am 1. Januar 1912 das erste jährliche Cross-City Race veranstaltet, das seitdem ohne Unterbrechung stattfand. Die erste Austragung wurde vom Studenten Robert Jackson Vlught mit einer Zeit von 44:10 Minuten gewonnen. Der Name der Laufveranstaltung wurde erst 1964 in Bay to Breakers geändert.
1940 lief mit Bobbie Burke zum ersten Mal eine Frau mit. Sie hatte sich als Mann verkleidet.
1963 war die Teilnehmerzahl auf 25 gesunken. Im Jahr darauf wurde das Rennen in Bay to Breakers umbenannt. Seit 1966 sponsert der San Francisco Examiner die Veranstaltung. 1971 wurden offiziell Frauen zum Start zugelassen.
Mit 110.000 Teilnehmern wurde die Austragung am 18. Mai 1986 offiziell vom Guinness-Buch der Rekorde als weltweit größter Straßenlauf anerkannt. Derzeit liegt die durchschnittliche Beteiligung bei etwa 70.000 bis 80.000, knapp die Hälfte davon sind registriert. 2010 waren rund 32.000 Teilnehmer registriert.

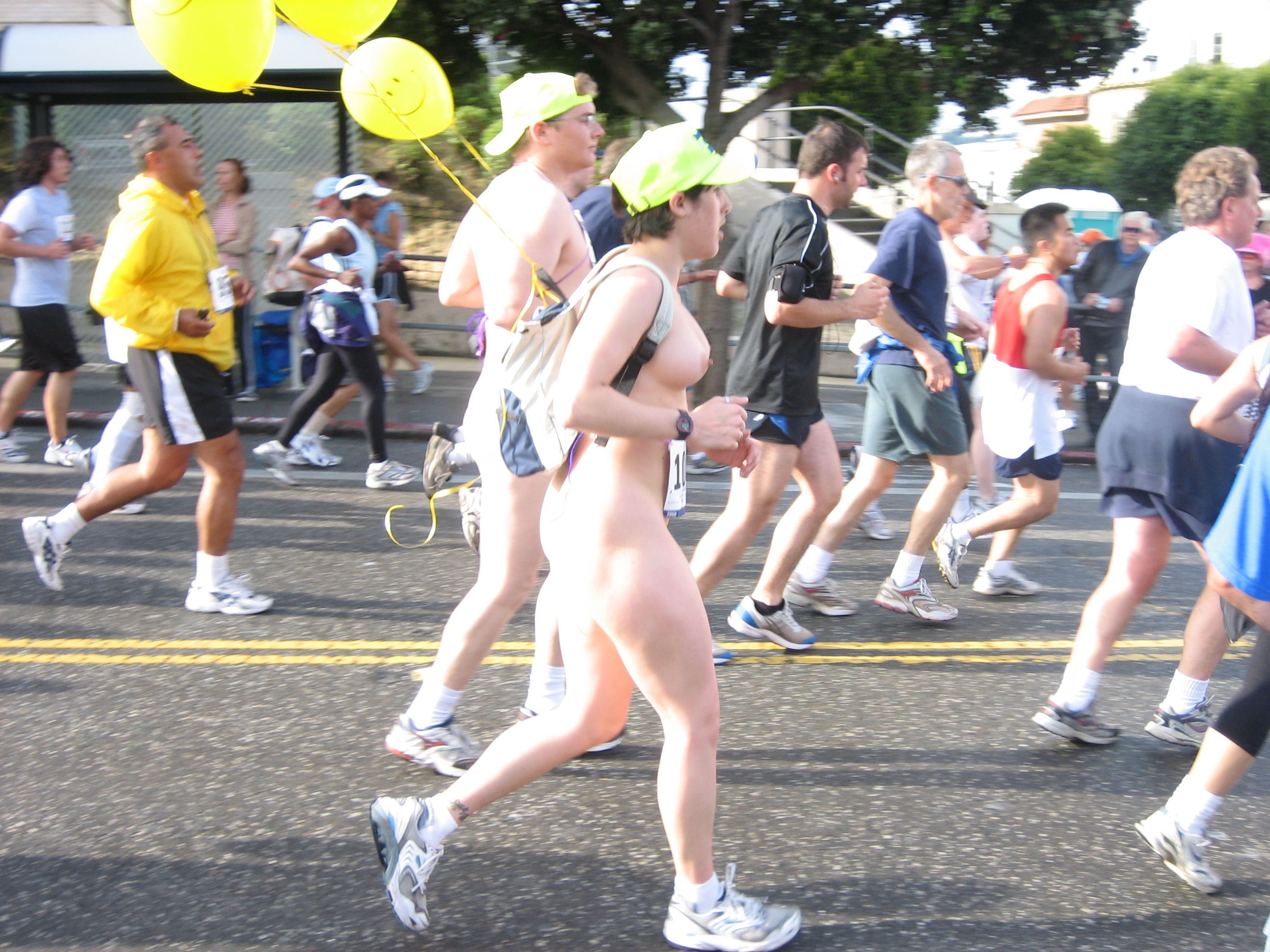
Einige Läufer legen die Strecke komplett nackt zurück.

Eine große Anzahl Teilnehmer läuft die Strecke kostümiert, mit Körperbemalung oder mit unterschiedlichen Graden von Nacktheit. Eine Gruppe von Teilnehmern bewegt sich jedes Jahr als Lachse verkleidet gegen den Strom Richtung Bay. Die weniger sportlich ambitionierten Teilnehmer folgen einem der rund 50 Floats, die meist mit starken Musikanlagen und einem DJ beladen sind (vergleichbar mit einem Lovemobile). Beliebte Treffpunkte sind auch der Alamo Square und der Park Panhandle. Neben den Floats spielen auch zahlreiche lokale Bands und DJs entlang der Strecke und geben der Veranstaltung einen Festcharakter.
Die Regularien verboten 2012 den Alkoholkonsum sowie die Floats.

## Strecke

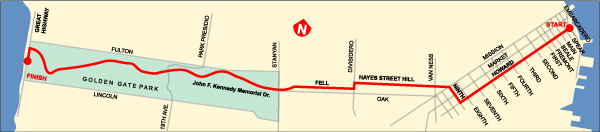
Streckenverlauf von Bay to Breakers

Der 12 Kilometer lange Lauf beginnt im Stadtzentrum, in der Nähe von The Embarcadero (entlang der Bucht von San Francisco) und führt über die Howard Street durch den Stadtteil SoMa. Auf der Höhe der 9th Street gehts nordwärts bis zum Bill Graham Civic Auditorium und von dort entlang der Hayes Street eine kleine Steigung hinauf zum Alamo Square. Anschließend gehts weiter auf der Fell Street entlang des Panhandles und schließlich durch den gesamten Golden Gate Park, am Conservatory of Flowers vorbei, bis zum Ziel am Great Highway entlang der Ocean Beach.

## Statistik

### Streckenrekorde
- Männer: 33:31 min, Sammy Kirop Kitwara (KEN), 2009
- Frauen: 38:07 min, Lineth Chepkurui (KEN), 2010

### Siegerliste
Quellen: ARRS, Running Encyclopedia
| Datum         | Männer                   | Nation             | Zeit  | Frauen                    | Nation                 | Zeit  | Nichtbinär  | Nation             | Zeit  |
| ------------- | ------------------------ | ------------------ | ----- | ------------------------- | ---------------------- | ----- | ----------- | ------------------ | ----- |
| 19. Mai 2024  | Colin Bennie -2-         | Vereinigte Staaten | 37:02 | Julia Vasquez Giguere -2- | Vereinigte Staaten     | 43:49 | Cal Calamia | Vereinigte Staaten | 44:27 |
| 20. Mai 2023  | Colin Bennie             | Vereinigte Staaten | 35:48 | Sarah Anderson            | Vereinigte Staaten     | 43:02 |             |                    |       |
| 15. Mai 2022  | Reid Buchanan            | Vereinigte Staaten | 36:09 | Julia Vasquez             | Vereinigte Staaten     | 42:03 |             |                    |       |
| 19. Mai 2019  | Gabriel Geay             | Tansania           | 35:01 | Caroline Rotich           | Kenia                  | 39:28 |             |                    |       |
| 20. Mai 2018  | Philemon Cheboi -2-      | Kenia              | 35:41 | Jane Kibii -2-            | Kenia                  | 40:27 |             |                    |       |
| 21. Mai 2017  | Philemon Cheboi          | Kenia              | 34:48 | Buze Diriba               | Äthiopien              | 39:48 |             |                    |       |
| 15. Mai 2016  | Isaac Mukundi Mwangi -2- | Kenia              | 35:23 | Caroline Chepkoech        | Kenia                  | 40:36 |             |                    |       |
| 17. Mai 2015  | Isaac Mukundi Mwangi     | Kenia              | 35:25 | Jane Kibii                | Kenia                  | 40:04 |             |                    |       |
| 18. Mai 2014  | Geoffrey Kenisi          | Kenia              | 35:06 | Diane Nukuri-Johnson -2-  | Burundi                | 40:15 |             |                    |       |
| 19. Mai 2013  | Tolossa Gedefa           | Äthiopien          | 34:01 | Diane Nukuri-Johnson      | Burundi                | 40:12 |             |                    |       |
| 20. Mai 2012  | Sammy Kirop Kitwara -3-  | Kenia              | 34:41 | Mamitu Daska              | Äthiopien              | 39:03 |             |                    |       |
| 15. Mai 2011  | Ridouane Harroufi        | Marokko            | 34:26 | Lineth Chepkurui -3-      | Kenia                  | 39:12 |             |                    |       |
| 16. Mai 2010  | Sammy Kirop Kitwara -2-  | Kenia              | 34:15 | Lineth Chepkurui -2-      | Kenia                  | 38:07 |             |                    |       |
| 17. Mai 2009  | Sammy Kirop Kitwara      | Kenia              | 33:31 | Teyba Erkesso             | Äthiopien              | 38:29 |             |                    |       |
| 18. Mai 2008  | John Korir -2-           | Kenia              | 34:24 | Lineth Chepkurui          | Kenia                  | 39:22 |             |                    |       |
| 20. Mai 2007  | John Korir               | Kenia              | 34:44 | Edna Ngeringwony Kiplagat | Kenia                  | 38:55 |             |                    |       |
| 21. Mai 2006  | Gilbert Okari -2-        | Kenia              | 34:20 | Tetjana Hladyr            | Ukraine                | 39:09 |             |                    |       |
| 15. Mai 2005  | Gilbert Okari            | Kenia              | 34:20 | Asmae Leghzaoui           | Marokko                | 38:22 |             |                    |       |
| 16. Mai 2004  | Benjamin Maiyo           | Kenia              | 34:50 | Albina Iwanowa            | Russland               | 39:56 |             |                    |       |
| 18. Mai 2003  | James Koskei -3-         | Kenia              | 35:11 | Ljudmila Biktaschewa      | Russland               | 39:22 |             |                    |       |
| 19. Mai 2002  | James Koskei -2-         | Kenia              | 34:03 | Luminița Talpoș           | Rumänien               | 39:15 |             |                    |       |
| 20. Mai 2001  | James Koskei             | Kenia              | 34:19 | Jane Ngotho               | Kenia                  | 40:35 |             |                    |       |
| 21. Mai 2000  | Reuben Cheruiyot         | Kenia              | 34:54 | Colleen De Reuck          | Südafrika              | 38:42 |             |                    |       |
| 16. Mai 1999  | Lazarus Nyakeraka        | Kenia              | 34:11 | Catherine Ndereba         | Kenia                  | 38:37 |             |                    |       |
| 17. Mai 1998  | Simon Rono               | Kenia              | 33:58 | Jane Omoro -2-            | Kenia                  | 38:57 |             |                    |       |
| 18. Mai 1997  | Joseph Kimani            | Kenia              | 33:51 | Jane Omoro                | Kenia                  | 39:56 |             |                    |       |
| 19. Mai 1996  | Thomas Osano -3-         | Kenia              | 34:35 | Elana Meyer               | Südafrika              | 38:56 |             |                    |       |
| 21. Mai 1995  | Ismael Kirui -3-         | Kenia              | 33:58 | Delilah Asiago            | Kenia                  | 38:23 |             |                    |       |
| 15. Mai 1994  | Ismael Kirui -2-         | Kenia              | 34:03 | Tegla Loroupe             | Kenia                  | 39:10 |             |                    |       |
| 16. Mai 1993  | Ismael Kirui             | Kenia              | 33:42 | Lynn Jennings             | Vereinigte Staaten     | 39:14 |             |                    |       |
| 17. Mai 1992  | Thomas Osano -2-         | Kenia              | 33:57 | Lisa Martin-Ondieki -2-   | Australien             | 38:36 |             |                    |       |
| 19. Mai 1991  | Thomas Osano             | Kenia              | 33:55 | Susan Sirma               | Kenia                  | 38:27 |             |                    |       |
| 20. Mai 1990  | Arturo Barrios -4-       | Mexiko             | 34:32 | Jill Hunter               | Vereinigtes Königreich | 39:20 |             |                    |       |
| 21. Mai 1989  | Arturo Barrios -3-       | Mexiko             | 34:40 | Ingrid Kristiansen        | Norwegen               | 39:14 |             |                    |       |
| 15. Mai 1988  | Arturo Barrios -2-       | Mexiko             | 34:58 | Lisa Martin               | Australien             | 39:17 |             |                    |       |
| 17. Mai 1987  | Arturo Barrios           | Mexiko             | 34:45 | Rosa Mota                 | Portugal               | 39:16 |             |                    |       |
| 18. Mai 1986  | Ed Eyestone              | Vereinigte Staaten | 34:33 | Grete Waitz               | Norwegen               | 38:45 |             |                    |       |
| 19. Mai 1985  | Ibrahim Hussein -2-      | Kenia              | 34:53 | Joan Samuelson            | Vereinigte Staaten     | 39:55 |             |                    |       |
| 20. Mai 1984  | Ibrahim Hussein          | Kenia              | 35:11 | Nancy Ditz                | Vereinigte Staaten     | 42:32 |             |                    |       |
| 15. Mai 1983  | Rod Dixon -2-            | Neuseeland         | 35:02 | Laurie Binder -4-         | Vereinigte Staaten     | 41:25 |             |                    |       |
| 16. Mai 1982  | Rod Dixon                | Neuseeland         | 35:08 | Laurie Binder -3-         | Vereinigte Staaten     | 42:28 |             |                    |       |
| 17. Mai 1981  | Craig Virgin -2-         | Vereinigte Staaten | 35:07 | Janice Oehm               | Vereinigte Staaten     | 41:47 |             |                    |       |
| 18. Mai 1980  | Craig Virgin             | Vereinigte Staaten | 35:11 | Laurie Binder -2-         | Vereinigte Staaten     | 42:20 |             |                    |       |
| 20. Mai 1979  | Bob Hodge                | Vereinigte Staaten | 36:50 | Laurie Binder             | Vereinigte Staaten     | 43:07 |             |                    |       |
| 14. Mai 1978  | Gerard Barrett           | Australien         | 35:18 | Skip Swannack             | Vereinigte Staaten     | 47:02 |             |                    |       |
| 15. Mai 1977  | Paul Geis                | Vereinigte Staaten | 37:03 | Judy Leydig               | Vereinigte Staaten     | 47:28 |             |                    |       |
| 16. Mai 1976  | Chris Wardlaw            | Australien         | 37:28 | Mary Etta Boitano -3-     | Vereinigte Staaten     | 49:20 |             |                    |       |
| 18. Mai 1975  | Ric Rojas                | Vereinigte Staaten | 37:18 | Mary Etta Boitano -2-     | Vereinigte Staaten     | 46:04 |             |                    |       |
| 19. Mai 1974  | Gary Tuttle              | Vereinigte Staaten | 37:07 | Mary Etta Boitano         | Vereinigte Staaten     | 43:22 |             |                    |       |
| 20. Mai 1973  | Kenny Moore -6-          | Vereinigte Staaten | 37:15 | Cheryl Flanagan -2-       | Vereinigte Staaten     | 45:20 |             |                    |       |
| 21. Mai 1972  | Kenny Moore -5-          | Vereinigte Staaten | 36:39 | Cheryl Flanagan           | Vereinigte Staaten     | 44:47 |             |                    |       |
| 23. Mai 1971  | Kenny Moore -4-          | Vereinigte Staaten | 36:57 | Frances Conley            | Vereinigte Staaten     | 50:45 |             |                    |       |
| 24. Mai 1970  | Kenny Moore -3-          | Vereinigte Staaten | 39:29 | ---                       | ---                    | ---   |             |                    |       |
| 25. Mai 1969  | Kenny Moore -2-          | Vereinigte Staaten | 38:40 | ---                       | ---                    | ---   |             |                    |       |
| 26. Mai 1968  | Kenny Moore              | Vereinigte Staaten | 38:15 | ---                       | ---                    | ---   |             |                    |       |
| 11. Mai 1967  | Tom Laris                | Vereinigte Staaten | 38:42 | ---                       | ---                    | ---   |             |                    |       |
| 22. Mai 1966  | Eric Brenner             | Vereinigte Staaten | 41:11 | ---                       | ---                    | ---   |             |                    |       |
| 23. Mai 1965  | Bill Morgan              | Vereinigte Staaten | 38:02 | ---                       | ---                    | ---   |             |                    |       |
| 17. Mai 1964  | Jeff Fishback            | Vereinigte Staaten | 38:32 | ---                       | ---                    | ---   |             |                    |       |
| 19. Mai 1963  | Herman Gurule            | Vereinigte Staaten | 40:16 | ---                       | ---                    | ---   |             |                    |       |
| 20. Mai 1962  | Jim Shettler -2-         | Vereinigte Staaten | 41:26 | ---                       | ---                    | ---   |             |                    |       |
| 21. Mai 1961  | Jack Marden              | Vereinigte Staaten | 41:30 | ---                       | ---                    | ---   |             |                    |       |
| 22. Mai 1960  | Don Kelley               | Vereinigte Staaten | 42:00 | ---                       | ---                    | ---   |             |                    |       |
| 24. Mai 1959  | Wilford King -2-         | Vereinigte Staaten | 41:30 | ---                       | ---                    | ---   |             |                    |       |
| 11. Mai 1958  | Wilford King             | Vereinigte Staaten | 41:17 | ---                       | ---                    | ---   |             |                    |       |
| 12. Mai 1957  | Jesse Van Zant -4-       | Vereinigte Staaten | 44:02 | ---                       | ---                    | ---   |             |                    |       |
| 29. Apr. 1956 | Walt Berger              | Vereinigte Staaten | 44:56 | ---                       | ---                    | ---   |             |                    |       |
| 24. Apr. 1955 | Jesse Van Zant -3-       | Vereinigte Staaten | 43:32 | ---                       | ---                    | ---   |             |                    |       |
| 9. Mai 1954   | Jesse Van Zant -2-       | Vereinigte Staaten | 42:15 | ---                       | ---                    | ---   |             |                    |       |
| 3. Mai 1953   | Jesse Van Zant           | Vereinigte Staaten | 42:05 | ---                       | ---                    | ---   |             |                    |       |
| 4. Mai 1952   | Jim Shettler             | Vereinigte Staaten | 45:34 | ---                       | ---                    | ---   |             |                    |       |
| 6. Mai 1951   | John Holden              | Vereinigte Staaten | 46:09 | ---                       | ---                    | ---   |             |                    |       |
| 7. Mai 1950   | Elwyn Stribling          | Vereinigte Staaten | 42:57 | ---                       | ---                    | ---   |             |                    |       |
| 1. Mai 1949   | Merle Knox -2-           | Vereinigte Staaten | 42:58 | ---                       | ---                    | ---   |             |                    |       |
| 18. Apr. 1948 | Fred Kline -4-           | Vereinigte Staaten | 44:27 | ---                       | ---                    | ---   |             |                    |       |
| 23. März 1947 | Merle Knox               | Vereinigte Staaten | 43:52 | ---                       | ---                    | ---   |             |                    |       |
| 7. Apr. 1946  | Fred Kline -3-           | Vereinigte Staaten | 44:28 | ---                       | ---                    | ---   |             |                    |       |
| 6. Mai 1945   | Fred Kline -2-           | Vereinigte Staaten | 43:26 | ---                       | ---                    | ---   |             |                    |       |
| 30. Apr. 1944 | Fred Kline               | Vereinigte Staaten | 43:15 | ---                       | ---                    | ---   |             |                    |       |
| 10. Okt. 1943 | Joseph Wehrly            | Vereinigte Staaten | 45:01 | ---                       | ---                    | ---   |             |                    |       |
| 15. März 1942 | James Haran              | Vereinigte Staaten | 43:53 | ---                       | ---                    | ---   |             |                    |       |
| 2. März 1941  | Frank Lawrence           | Vereinigte Staaten | 42:39 | ---                       | ---                    | ---   |             |                    |       |
| 10. März 1940 | Ed Preston -3-           | Vereinigte Staaten | 42:12 | ---                       | ---                    | ---   |             |                    |       |
| 12. März 1939 | Ed Preston -2-           | Vereinigte Staaten | 41:14 | ---                       | ---                    | ---   |             |                    |       |
| 6. März 1938  | Ed Preston               | Vereinigte Staaten | 41:15 | ---                       | ---                    | ---   |             |                    |       |
| 14. März 1937 | Norman Bright            | Vereinigte Staaten | 39:52 | ---                       | ---                    | ---   |             |                    |       |
| 1. März 1936  | Joe McCluskey            | Vereinigte Staaten | 40:38 | ---                       | ---                    | ---   |             |                    |       |
| 3. März 1935  | Leo Karlhofer            | Vereinigte Staaten | 43:51 | ---                       | ---                    | ---   |             |                    |       |
| 28. Jan. 1934 | John Nehi                | Vereinigte Staaten | 42:12 | ---                       | ---                    | ---   |             |                    |       |
| 5. Feb. 1933  | Jack Keegan -2-          | Vereinigte Staaten | 43:31 | ---                       | ---                    | ---   |             |                    |       |
| 7. Feb. 1932  | Ray Cocking              | Vereinigte Staaten | 43:19 | ---                       | ---                    | ---   |             |                    |       |
| 1. Feb. 1931  | Jack Keegan              | Vereinigte Staaten | 44:28 | ---                       | ---                    | ---   |             |                    |       |
| 2. Feb. 1930  | Manuel John              | Vereinigte Staaten | 43:10 | ---                       | ---                    | ---   |             |                    |       |
| 27. Jan. 1929 | Pietro Giordanengo -2-   | Vereinigte Staaten | 43:05 | ---                       | ---                    | ---   |             |                    |       |
| 29. Jan. 1928 | Pietro Giordanengo       | Vereinigte Staaten | 43:05 | ---                       | ---                    | ---   |             |                    |       |
| 1. Jan. 1927  | Frank Eames -2-          | Vereinigte Staaten | 42:56 | ---                       | ---                    | ---   |             |                    |       |
| 1. Jan. 1926  | Frank Eames              | Vereinigte Staaten | 42:13 | ---                       | ---                    | ---   |             |                    |       |
| 1. Jan. 1925  | Vincenzo Goso            | Vereinigte Staaten | 43:00 | ---                       | ---                    | ---   |             |                    |       |
| 1. Jan. 1924  | William Churchill -4-    | Vereinigte Staaten | 41:52 | ---                       | ---                    | ---   |             |                    |       |
| 1. Jan. 1923  | William Churchill -3-    | Vereinigte Staaten | 41:56 | ---                       | ---                    | ---   |             |                    |       |
| 1. Jan. 1922  | William Churchill -2-    | Vereinigte Staaten | 42:56 | ---                       | ---                    | ---   |             |                    |       |
| 1. Jan. 1921  | Charles Hunter           | Vereinigte Staaten | 40:28 | ---                       | ---                    | ---   |             |                    |       |
| 1. Jan. 1920  | William Churchill        | Vereinigte Staaten | 40:57 | ---                       | ---                    | ---   |             |                    |       |
| 1. Jan. 1919  | Harry Ludwig             | Vereinigte Staaten | 42:46 | ---                       | ---                    | ---   |             |                    |       |
| 1. Jan. 1918  | Edgar Stout              | Vereinigte Staaten | 42:41 | ---                       | ---                    | ---   |             |                    |       |
| 1. Jan. 1917  | Oliver Millard -3-       | Vereinigte Staaten | 41:30 | ---                       | ---                    | ---   |             |                    |       |
| 1. Jan. 1916  | George Wyckoff           | Vereinigte Staaten | 42:33 | ---                       | ---                    | ---   |             |                    |       |
| 1. Jan. 1915  | Oliver Millard -2-       | Vereinigte Staaten | 41:39 | ---                       | ---                    | ---   |             |                    |       |
| 1. Jan. 1914  | Oliver Millard           | Vereinigte Staaten | 40:47 | ---                       | ---                    | ---   |             |                    |       |
| 1. Jan. 1913  | Bobby Vlught -2-         | Vereinigte Staaten | 40:59 | ---                       | ---                    | ---   |             |                    |       |
| 1. Jan. 1912  | Bobby Vlught             | Vereinigte Staaten | 44:10 | ---                       | ---                    | ---   |             |                    |       |